# Alozaina
Alozaina – gmina w Hiszpanii, w prowincji Malaga, w Andaluzji, o powierzchni 33,85 km². W 2011 roku gmina liczyła 2230 mieszkańców.